# Luigi Cennamo
Luigi Cennamo (né le 7 février 1980 à Munich) est un footballeur germano-italien-grec, évoluant au poste de gardien de but, essentiellement dans des clubs grecs.

## Clubs successifs
- 1998-1999 : Olympiakos  Grèce
- 1999-2000 : AO Aigáleo  Grèce
- 2000-2001 : Olympiakos  Grèce
- 2001-2002 : Burnley FC  Angleterre
- 2002-2003 : Panaigialeios FC  Grèce
- 2003 : AO Proodeftiki  Grèce
- 2003-2009 : AO Aigáleo  Grèce
- 2009-2010 : APEP FC  Chypre
- 2010- : Panetolikos  Grèce